# Marat Bystrow
Marat Wjatscheslawowitsch Bystrow (kasachisch Марат Вячеславович Быстров; * 19. Juni 1992 in Bolschewik) ist ein kasachischer Fußballspieler.

## Karriere

### Verein
Bystrow begann seine Karriere beim FK Magnitogorsk. Zur Saison 2010 rückte er in den Kader der ersten Mannschaft auf. Im Mai 2013 verließ er den Verein. Nach etwas über einem Jahr ohne Klub wechselte er zur Saison 2014/15 zum Drittligisten FK Tscheljabinsk. In zweieinhalb Jahren bei Tscheljabinsk kam er zu 65 Einsätzen in der Perwenstwo PFL, in denen er fünf Tore erzielte.
Im Januar 2017 schloss der Außenverteidiger sich dem Zweitligisten FK Tambow an. Im März 2017 debütierte er gegen den PFK Sokol Saratow in der Perwenstwo FNL. Bis zum Ende der Saison 2016/17 kam er zu 14 Einsätzen für Tambow. In der Saison 2017/18 absolvierte er 30 Spiele in der zweithöchsten russischen Spielklasse. Im Juli 2018 wechselte Bystrow nach Kasachstan zum Erstligisten FK Astana, der ihn direkt an den Ligakonkurrenten Tobyl Qostanai verlieh. In Qostanai kam er bis zum Ende der Leihe zu 14 Einsätzen in der Premjer-Liga.
Zur Saison 2019 wurde er innerhalb der Liga an Ordabassy Schymkent weiterverliehen. Für Ordabassy absolvierte er bis Saisonende 23 Spiele in der höchsten kasachischen Spielklasse. Im Februar 2020 wurde er von Ordabassy fest verpflichtet. Im August 2020 kehrte Bystrow nach Russland zurück und schloss sich dem Erstligisten Achmat Grosny an. Im selben Monat debütierte er dann in der Premjer-Liga. In den folgenden dreieinhalb Jahren kam der Außenverteidiger zu 71 Einsätzen im russischen Oberhaus für Achmat.
Nachdem er in der Saison 2023/24 bis zur Winterpause aber nur noch dreimal zum Zug gekommen war, kehrte Bystrow im Januar 2024 nach Astana zurück.

### Nationalmannschaft
Bystrow debütierte im Februar 2019 für die kasachische A-Nationalmannschaft, als er in einem Testspiel gegen Moldawien in der Halbzeitpause für Dmitri Miroschnitschenko eingewechselt wurde.